# Madonna di Senigallia
La Madonna di Senigallia (littéralement « Vierge de Senigallia » dite aussi Vierge à l'Enfant avec deux anges) est un tableau  de Piero della Francesca d'une date incertaine (entre 1470 et 1485), prévu initialement pour l'église Santa Maria delle Grazie de Senigallia, et qui lui donne son nom. L'œuvre est conservée aujourd'hui à la Galleria Nazionale delle Marche.

## Histoire
Ce tableau a été réalisé au cours des dernières années du séjour à Urbino de Piero della Francesca. Il a sans doute été commandé par Frédéric III de Montefeltro pour le mariage de sa fille Giovanna avec Giovanni della Rovere, seigneur de Senigallia.

## Description
La Vierge, placée au centre du tableau, est debout,. Elle n'est pas représentée en pied, mais à mi-corps; les yeux baissés, elle tient dans ses bras l'Enfant à moitié langé, qui lève le bras droit, tient de sa main gauche une rose blanche ; il porte, autour de son cou dénudé, un collier de perles de corail auquel est suspendu un rameau de même nature.
Deux anges se tiennent bras croisés de part et d'autre du groupe derrière lui ; ils portent tous deux des colliers, celui de droite à deux rangs de perles ; L'ange de gauche porte une coiffure en forme d'auréole. L'intérieur est intimiste, le fond du tableau est celui d'une habitation qui laisse, par ses ouvertures à gauche, entrer la lumière du jour qui se marque sur une cloison. Des décorations moulurées sont visibles sur l'encadrement de la porte à gauche et sur une desserte ou une niche à droite, sur laquelle est posé un panier d'osier.

## Analyse
La lumière venant de la gauche serait semblable à celle de l'Annonciation ; le panier d'osier contiendrait des linges blancs ou des pains invoquant l'Eucharistie.
Le collier de corail au cou de l'Enfant évoque sa future Passion.
Certains historiens de l'art voient dans ce tableau une synthèse entre la perspective florentine et le naturalisme flamand (). Les influences flamandes sont très nettes dans la minutie accordée aux détails des textiles, le fin voile que porte la Vierge sur sa tête, les détails du décor comme le panier d'osier sur la desserte, en nature morte, la rondeur satinée des perles et la lumière dorée venue de la fenêtre à gauche qui se reflète dans les cheveux blonds de l'ange. Le peintre flamand Juste de Gand était présent à cette époque à la cour d'Urbino.

## Anecdotes
Ce tableau fait partie, avec La Flagellation du Christ de Piero della Francesca et La Muette de Raphaël, du vol au palais ducal du 6 février 1975 (les tableaux ont été retrouvés en mars 1976 à Locarno - Suisse).